# 1792
1792. је била проста година.

## Догађаји

### Јануар
- 9. јануар — Потписан је миром у Јашију између Русије и Османског царства којим је окончан руско-турски рат.

### Фебруар
- 7. фебруар — Аустрија и Пруска склопиле савез против револуционарне Француске у страху од ширења идеја грађанске револуције.

### Април
- 24. април — француски официр Руже де Лил искомпоновао је „Марсељезу“, француску националну песму и државну химну.
- 25. април — први пут је употребљена гиљотина, справа за погубљење. Прва жртва је био (Nicolas J. Pelletier).

### Август
- 10. август — Париска руља је током Француске револуције заузела палату Тиљерије и масакрирала краљеву Швајцарску гарду (Устанак 10. августа 1792.).
- 13. август — Француски револуционари ухапсили су краља Луја XVI и чланове краљевске породице.
- 20. август — Битка код Вердена (1792)

### Септембар
- 20. септембар — Битка код Валмија, део Француских револуционарних ратова
- 21. септембар — На првој јавној седници Конвента укинута је апсолутна монархија у Француској и земља је проглашена за републику.

### Октобар
- 13. октобар — Председник САД Џорџ Вашингтон положио камен-темељац Беле куће, председничке резиденције у Вашингтону.
- 24. октобар — У Француској је на на снагу ступио нов календар, којим је за почетак рачунања нове ере узет јесења равнодневница, 23. септембар 1792.

## Рођења

### Фебруар
- 29. фебруар — Ђоакино Росини, италијански композитор (†1868)